# Вишківці
Ви́шківці — село в Україні, у Брацлавській селищній громаді Тульчинського району Вінницької області. Населення становило 801 мешканець у 2001 році.
На північний схід від села розташований лісовий заказник — Брацлавська Дубина.
Вишківці — село, центр сільської Ради, лежить на річці Шпиківці, притоці Південного Бугу, за 26 км від районного центру. Населення — 443 особи. Сільраді підпорядковані села Вигнанка, Забужжя.

## Історія
Перша письмова згадка про село датується 1594 роком. За переказами, колись на цьому місці було село Градусове, пізніше — Вишньове або ще називали Вишневе. Чому називалося Градусове ніхто незнає, а от що до Вишньове існує згадка. Люди розповідають що був у селі пан на прізвище Вишня. Цей пан був дуже добрим до людей, допомагав кому чим було потрібно, мав у селі свій невеличкий маєток. Всім людям цей пан дуже подобався і вони його любили. Але Вишня довго не пробув у селі і виїхав. На згадку про себе пан у селі при центральній дорозі посадив ряди вишень, які є до цих пір. Тому, вважають, що саме від цього пішла назва села.
Також у селі був поміщик Бессер, який теж проживав уселі. Але коли мала бути революція він продав свій маєток і виїхав. Залишився від нього лише погріб. Після Бессера був генерал-майор Суронцов. У селі була пасіка і там він збудував свій маєток довжина якого 4 метра. Мав 2 поверхи. Маєток був гарно збудований з різними архітектурними виділками. За переказами  Суронцов був хорошим поміщиком. Він поробив у селі бруківку і багато робив для села. Навіть казали, що він міг випити ціле відро горілки.
У жовтні 1917 року селяни, очолювані солдатом-кулеметником Ф. С. Слободянюком, знищили загін охорони поміщика, а його землю роздали безземельним і малоземельним.
7 (20) листопада 1917 року, відповідно до Третього Універсалу Української Центральної Ради, увійшло до складу Української Народної Республіки.
Біля Вишківців знайдено залишки поселення трипільської культури, а поблизу села Забужжя — поселення черняхівської культури та скарб із 100 римських монет II—III століть.
За переказами в селі була церква Різдва Богородиці, яка була збудована 1715 року. Вона була дерев'яна. Старовинний різьблений 4-ярусний іконостас. Зараз церкви немає.
Також село Вишківці сполучене з селом Паланка. Колись Паланка була окремим населеним пунктом, але пізніше ці два села були об'єднані.  До Наполеона в Паланці було 4 хати, жило 2 турки, а також Салдугей і Тучка. З Вішанки текла маленька річечка і Тучка там ловив рибу. Вважають, що Паланка розширилась за допомогою братів Шаргородських, які заснували хутір, який називався не Паланка, а Полянка, бо хати розташовувалися як на полянці. Пізніше в селі було 28 хат, а ще пізніше 105 хат. На даний час такого села як Паланка немає, але мешканці все-таки розмежовують село Вишківці  та село Паланка.
Поблизу села знаходяться такі населені пункти: Брацлав, Гриненки, Бортники, Вигнанка, Остапківці, Забужжя, Вовчок, Марксове, Яструбиха, Перепеличчя.
Село оточує ліс та колгоспний сад. З півдня на північ простягся «Турецький  вал», який нагадує про давню історію села. На північній окраїні села, де річка Шпиківка впадає в Буг, височить гора, яку люди називають «Наливайковою».
Хлібороби час від часу знаходили там речі козацького вжитку.
В 1928-29-30 роках було організовано три колгоспи: імені Дімітрова, «Червона Зірка», імені Кірова. Дружно і організовано працювали селяни в громадських господарствах, зростала економіка, організовано проходило будівництво громадських приміщень. Успішно починає розвиватися обробіток землі. Велику допомогу надає колгоспам створена тоді Брацлавська МТС.
Вже в 1935 році рейтинг колгоспів успішно зростає, колгоспники одержують на трудодень по 2-3 кілограма хліба, розвивається тваринництво, зростає культурний рівень населення. В 1930 році
поширюється робота клубу, відкривається хата-читальня, радіофікується головна вулиця села, а в 1934 році відкривається семирічна школа. В кінці 1934 року припиняє свою роботу церква, а в 1935 році — вже закрита.                                                              СІЛЬСЬКИЙ КЛУБ
Молодь села бере активну участь у різноманітних гуртках, при цьому ростуть кадри механізаторів, виховується і навчається сільська інтелігенція. Велику допомогу надавала комсомольська організація. Колектив художньої самодіяльності займав перші місця в районі, у той час це був Тульчинський район, а також запрошувався в місто Вінницю для виступів.
У 1940 році в селі відкривається фельдшерсько-акушерський пункт.  Медичне обслуговування в селі поставлене зразково, а тому не було випадків інфекційних захворювань. Зменшилася смертність дітей.
Перед початком німецько-радянської війни у Вишківцях було 4 колгоспи з добре розвиненим тваринництвом. Відмінно оброблялися земельні ділянки, були розвинуті такі галузі, як: бджільництво, птахівництво, рибальство.
На початку 1950 року село електрифікується, а в 1951 році встановлюється радіовузол. У 1999 році очолив наше господарство Опалюк Микола Миколайович.
У селі є не багато кутків: Кожен з цих кутків названий в більшості за прізвищем чи ім'ям людини яка
там жила чи живе. Ось наприклад, куток Звьоздний — бо там колись був колгосп «Зірка». І до сьогодні люди, які там живуть називають себе ніби окремим селом.
У селі протікає річка Південний Буг, яка є курортним місцем.  Влітку в село приїздить безліч туристів, які відпочивають біля Бугу. Також біля річки є
пасовища, де жителі села випасають худобу. Колись на місці цих пасовищ були теплиці, де садили кавуни, дині та різну городину.
Також у селі протікає річка Шпиківка на якій розташоване село. У річці водиться риба і люди ловлять там рибу.
Річка Капустяна. Назва пішла від того, що з річки брали воду, щоб поливати городину капусти. Городини давно уже немає, але річка збереглась і до сьогодні.
Село багате і на ставки.
Гардєїв ставок — така назва, бо близько жив дід Гардєй, який дивився за ставком. І тому люди дали таку назву. Зараз там є орендарі, які займаються ним. Там водиться риба. І цей ставок є також зоною для відпочину місцевого населення.
Паланський — так називається, бо коли Вишківці було окремо і Паланка окремо, то так і залишився.
Маточник — розводили мальок, який потім розспускали у великі ставки.
Стависько — бо дуже великий.
Кураші — бо знаходиться біля лісу, який називається Кураші.
Бригадний ставок — бо був тракторний стан і брали воду для зрошування полів і на ферму, тому така назва.
Зірка — бо при Радянському Союзі був колгосп «Зірка» і тому ставок так назвали, а ще тому, що він знаходився на тій самій території.
В селі є такі кутки:
v Звьоздний (поблизу був колгосп «Зірка»);
v Миндюрівка (бо жив дід Миндюр);
v Капусники (бо раніше були городини капусти);
v Третя бригада (бо раніше була бригада під № 3);
v Ковбиця ;
v Ленінський (походить від назви вулиці).
Вулиці в селі Вишківці:
Ø Вул. Кірова — був дядько на прізвище Кіров — він був передовик у сільському господарстві, а ще 30 років на його честь був названий колгосп.
Ø Вул. Наливайка — можливо, від гори Наливайкова.
Ø Вул. 50-річчя Жовтня — 50 років від революції.
Ø Вул. Прибужна — бо до Бугу близько.
Ø Вул. Леніна — на честь Леніна.
Ø Вул. Першотравнева — в честь 1-го травня.
Ø Вул. Стара Гребля.
Ø Вул. Вишневий Вал.
Є в селі і 2 кладовища.
Багате село і на ліси і на поля:
Тучків ліс — бо був лісник Тучка, який його посадив і дивився за ним.
Юхненків ліс.
Кураші.
Круглика ліс- бо має форму круга.
Поле Васічки — жив чоловік на прізвисько Васічка.
Сови — стояв табір і розводили баранів.
Також село багате на джерела: Дзвіночок, У вилах, Придорожнє, Дві сестри, Пасіка, Капусники, Паланське, Глибоке, Дзеркальне, На зірці, Вербиченька, Ювілейне, Холодок, Сопілка, Дубок.
Також є пам'ятник загиблим  воїнам-односелячанам невідомого скульптора.
На 2016 рік у Вишківцях діє сільська рада, будинок культури, фельдшерсько-акушерський пункт, загальноосвітня школа, у якій навчається всього 66 учнів, працює 3 торговельні точки. Задіяний духовий оркестр під керівництвом Ткачука Сергія Олександровича. Активно працює художня самодіяльність, існує народний хор молодшої та старшої групи «Вишківчаночка». З 2011 року діє футбольна команда «Колос».
12 червня 2020 року, відповідно до Розпорядження Кабінету Міністрів України від  № 707-р «Про визначення адміністративних центрів та затвердження територій територіальних громад Вінницької області», увійшло до складу Брацлавської селищної громади.
17 липня 2020 року, в результаті адміністративно-територіальної реформи та ліквідації Немирівського району, село увійшло до складу Тульчинського району.

## Відомі люди
- Вертипорох Василь Володимирович — український поет.
- Гудима Олександр Васильович — народний депутат України 1 скликання
- Сапчук Карпо Михайлович — Герой Соціалістичної Праці.
- Сапчук Пелагея Пилипівна — Герой Соціалістичної Праці.
- Слободянюк Володимир Йосипович — народний депутат України 5-го скликання, член Партії регіонів; голова Контрольної комісії Вінницької обласної організації Партії регіонів.